# 스콧 클리버든
스콧 클리버든(Scott Cleverdon, 1969년 7월 31일 ~ )은 영국의 배우, 영화배우, 텔레비전 배우이다.
에든버러에서 태어났다.

## 영화
- 에브리원 리브스 (2015년)
- 토르티야 헤븐 (2007년)
- 고야의 유령 (2006년)
- 솔져 오브 갓 (2005년)
- 사커 독 2 - 유럽컵 (2004년)
- 신의 전사 3 (2000년)
- 배트맨 비욘드: 더 무비 (1999년)
- 특전 네이비 (1997년)
- 전사 골리앗 (1996년)
- 샤프의 동료 (1994년)